# Франц Йонас
Франц Йозеф Йонас (на немски: Franz Josef Jonas) е австрийски политик, президент на Австрия в периода 1965 – 1974 година.

## Биография
Франц Йонас е роден на 4 октомври 1899 година във Флоридсдорф, днес част от съвременна Виена.
Преди да започне да се занимава с политика той е печатар по професия. Членува в Австрийската социалдемократическа партия. След Втората световна война се захваща с обществена дейност и е избран за кмет на Виена от 1951 до 1965 година. През 1965 година е избран за федерален президент и е преизбран през 1971 година. Докато трае мандатът му, на 24 април 1974 година, умира и с това става четвъртият подред президент на Австрия, който по този начин не успява да завърши мандата си.
Йонас е страстен есперантист и считано от 1923 година е дългогодишен преподавател по есперанто. По време на откриването на Световния есперантистки конгрес, провел се през 1970 година във Виена, Йонас изчита встъпителното слово на есперанто.

## Признание
През 1966 година Франц Йонас е награден с Кралския норвежки орден „Свети Олав“ с лента. През юли 1969 година е удостоен с медала „Пиер дьо Кубертен“.
Във Виена една от големите трамвайни спирки, построена по време на управлението на Йонас като кмет и официално наречена Шотентор, е разговорно известна като „Йонас-Райндл“ или „купата на Йонас“.